# Аллажская волость

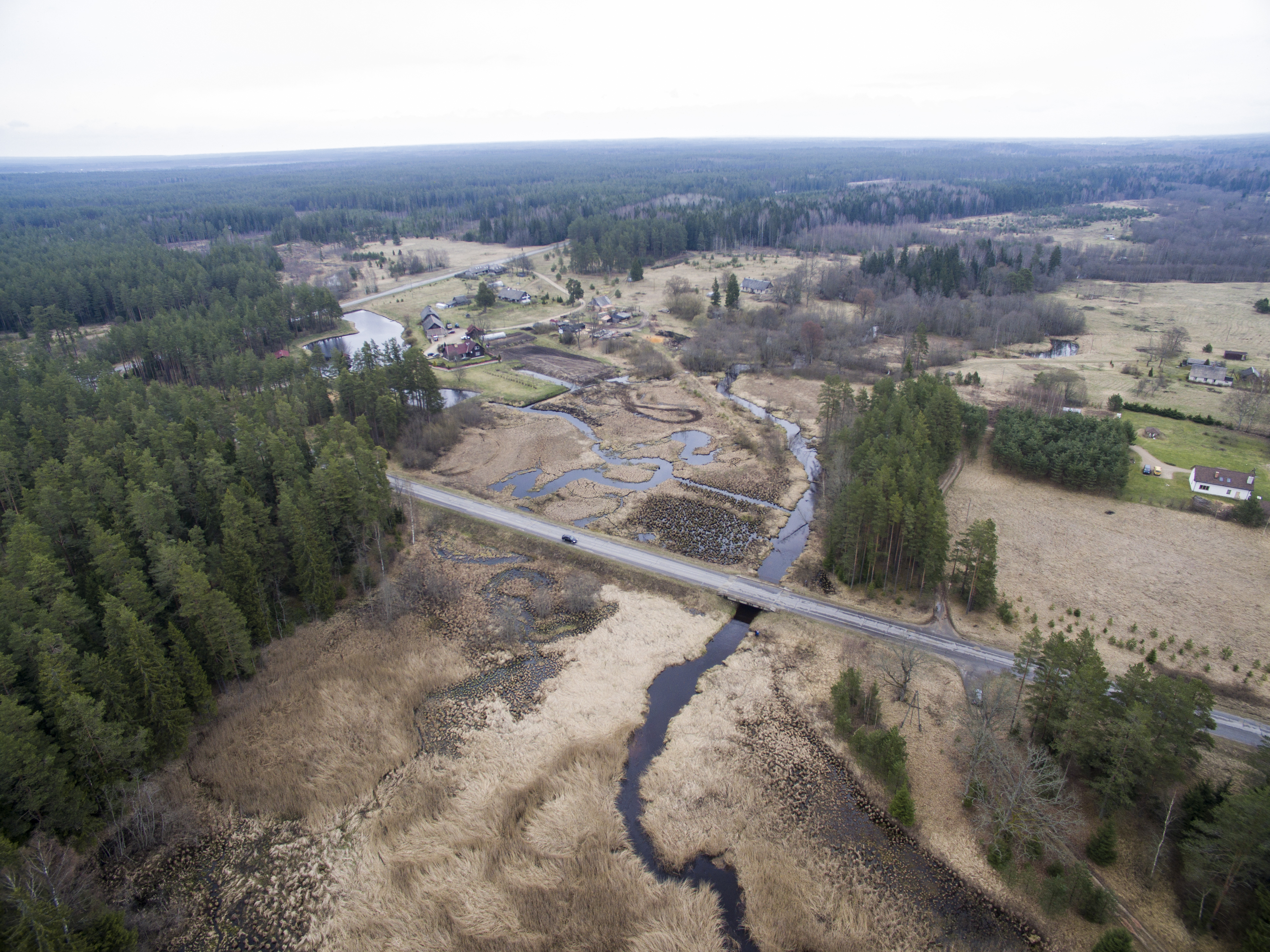
Мост через Тумшупе на автодороге

А́ллажская волость (латыш. Allažu pagasts) — одна из территориальных единиц Сигулдского края Латвии, в его юго-западной части. Граничит с городом Сигулда, Сигулдской, Малпилсской, Инчукалнской и Кримулдской волостями своего края, а также с Ропажской волостью Ропажского края.
Рельеф холмистый, наивысшая точка — 113,8 м над уровнем моря — расположена на северо-западе волости.
Крупнейшими населёнными пунктами являются Аллажи (волостной центр), Стивери и Аллажмуйжа.

## История
Аллажская (первоначально Аллашская) волость была образована в составе Рижского уезда в 1860-е годы.
В 1935 году площадь Аллажской волости Рижского уезда составляла 150,65 км², а население, по данным на 1927 год, — 1360 жителей.
После установления советской власти, в 1945 году на территории Аллажской волости были образованы два сельсовета — Аллажский и Муцениекский, а в 1949 году волость была упразднена. Аллажский и Муцениекский сельсоветы вошли в состав Рижского района.
В 1954 году к Аллажскому сельсовету присоединили Муцениекский сельсовет, в 1958 — территорию колхоза «Дзиркстеле» Юдажского сельсовета. В 1963 году территория совхоза «Малпилс» отошла к Малпилсскому сельсовету.
Первоначально на территории волости было создано 5 колхозов, однако в результате их постепенного объединения к 1973 году образовался единый колхоз «Аллажи», специализировавшийся на мясо-молочном животноводстве. В 1970-е годы начали развиваться садоводство, разведение рыбы. В 1979 году было образовано деревообрабатывающее предприятие «Agrokoks», производившее деревянные строительные конструкции.
В 1990 году Аллажский сельсовет был реорганизован в волость. В 2009 году, при упразднении Рижского района, Аллажская волость вошла в состав Сигулдского края.

## Транспорт
Через Аллажскую волость проходят региональные автодороги P3 Гаркалне—Алаукстс и P10 Инчукалнс—Ропажи—Икшкиле, местные автодороги V58 Сигулда—Аллажи—Аусмас, V69 Клинтс—Целми и V84 Инчукалнс—Калейбуняс.
Вдоль северной границы волости проходит железнодорожная линия Рига — Лугажи (остановочный пункт Силциемс).